# Henry Montgomery Lawrence
Pour les articles homonymes, voir Lawrence.
Henry Montgomery Lawrence, né le 28 juin 1806 à Matara dans l'actuel Sri Lanka et mort le 4 juillet 1857 à Lucknow, est un officier et administrateur colonial britannique. 

## Biographie
Entré en 1823 dans l'artillerie à Calcutta, il prend part en 1838 à la Première guerre anglo-afghane. 
Envoyé au Peshawar en 1841, il rentre dans l'administration comme agent responsable des relations politiques puis devient chef commissaire en Oudh (1856). En 1851, gouverneur du Pendjab, il fonde Murree qui sert à l'origine comme sanatorium aux troupes britanniques qui surveillaient la frontière afghane. Le 30 mars 1855, Dost Mohammad, roi d’Afghanistan conclut à Peshawar un accord de paix avec le gouvernement des Indes britanniques représenté par Sir Henry Lawrence. La Perse reconnaît l’indépendance de l’Afghanistan mais revendique Herat (décembre).
Présent à Lucknow lors du siège de la ville pendant la révolte des Cipayes, il y est cerné puis tué. 
Des îles de l'océan Indien (Henry Lawrence Island (en)) ainsi qu'une ville de Nouvelle-Zélande (Lawrence, ont été nommées en son honneur. 
Jules Verne le mentionne dans son roman La Maison à vapeur (partie 1, chapitre III) lors de la prise de Lucknow.

## Publications
- 1845 : Adventures of an Officer in the Service of Runjeet Singh, Londres : Henry Colburn.
- 1859 : Essays, Military and Political, Written in India, Londres : W. H. Allen & Co.